# Ciocalypta carballoi
Ciocalypta carballoi är en svampdjursart som beskrevs av Vacelet, Bitar, Carteron, Zibrowius och Perez 2007. Ciocalypta carballoi ingår i släktet Ciocalypta och familjen Halichondriidae. Inga underarter finns listade i Catalogue of Life.